# ميخائيل وايت (لاعب سنوكر)
ميخائيل وايت (بالإنجليزية: Michael White)‏ هو لاعب سنوكر بريطاني، ولد في 5 يوليو 1991 في نيث ‏ في المملكة المتحدة.

## روابط خارجية
- مايكل وايت على موقع CueTracker.net (الإنجليزية)
- مايكل وايت على موقع بطولة العالم للسنوكر (الإنجليزية)